# Academia de Tecnología de Propulsión Sólida Aeroespacial
La Academia de Tecnología de Propulsión Sólida Aeroespacial, o AASPT (siglas del inglés Academy of Aerospace Solid Propulsion Technology, en chino: 航天动力技术研究院), también conocida como «La Cuarta Academia», es un conglomerado de empresas estatales chinas que desarrolla motores cohete que utilizan combustible sólido. El grupo, que emplea a unas 10.000 personas, incluye unas diez entidades ubicadas en las regiones de Shaanxi y Hubei, y tiene su sede en Xi'an. AASPT es una filial de la Corporación de Ciencia y Tecnología Aeroespacial de China (CASC).

## Actividad
AASPT es el principal especialista chino en propulsión de combustible sólido. En particular, desarrolla los misiles balísticos tierra-tierra DF-31, los misiles balísticos mar-tierra JL-2, los motores de apogeo para satélites de telecomunicaciones geoestacionarios y el nuevo lanzador ligero chino Larga Marcha 11. AASPT emplea a unos 4.000 investigadores y técnicos superiores, y comprende cinco institutos de investigación, tres fábricas y cinco filiales. Sus ingresos totales fueron de 5.400 millones de yuanes en 2014.